# Viguiera
Viguiera ist eine Gattung der Rollschwänze mit acht Arten. Sie sind Parasiten bei Vögeln.

## Merkmale
Viguiera hat die Merkmale der Histiocephalinae. Der Hinterrand der Pseudolippen weist eine Ornamentierung auf. Die dorsalen und ventralen Lippen sind mit Klingen oder Schildern in einer einzelnen Reihe bewaffnet. Der Schwanz der Männchen Acuarid-Typ. Die Vulva liegt, im Gegensatz zu Stellocaronema, hinten. Männchen haben zahlreiche Papillen vor der Kloake.

## Systematik
Zur Gattung gehören folgende Arten:
- Viguiera Buckleyi Chabaud, 1957
- Viguiera coccyzae Pence, 1973
- Viguiera dicrurusi Gupta, 1960
- Viguiera euryoptera Rudolphi, 1819
- Viguiera hawaiiensis Cid del Prado, Maggenti & van Riper, 1985
- Viguiera leiperi Ali, 1956
- Viguiera majumdari De, 1979
- Viguiera pari Pence, 1973

Synonyme sind Serticeps Railliet, 1916 und Spirocaudata Sharma, 1971.